# Wally Wales
Wally Wales (13 de noviembre de 1895 – 10 de febrero de 1980) fue un actor cinematográfico estadounidense que actuó en más de 220 filmes entre 1921 y 1964, utilizando también el nombre de Hal Taliaferro. 

## Biografía[1]
Su verdadero nombre era Floyd Taliaferro Alderson, y nació en Sheridan, Wyoming.  Se crio en el rancho de su familia, cerca de Birney, en el condado Rosebud, Montana.
El primer trabajo del joven Floyd consistió en trasladar ganado para John B. Kendrick. Además dirigió un espectáculo teatral para turistas en el Buffalo Bill Stage, antes de viajar al oeste en 1915 y asentarse en Los Ángeles, donde trabajó cuidando caballos en el rancho de Universal Studios.
En 1917 entró en el ejército y sirvió en las Fuerzas Expedicionarias de Estados Unidos en Francia durante la Primera Guerra Mundial.
Desde 1921 a 1928 actuó en veintidós filmes mudos, protagonizando principalmente títulos de género western bajo el nombre de Wally Wales. En 1929 hizo la transición al cine sonoro con éxito. Posteriormente su fama disminuyó, y empezó a trabajar con papeles de mucha menor entidad, usualmente bajo el nombre de Hal Taliaferro.
A principios de la década de 1950 se retiró del cine y volvió al rancho familiar, con el nuevo nombre de Rancho Bones Brothers Ranch (incluido en el Registro Nacional Histórico en 2004). Construyó una cabaña allí y vivió en ella sus últimos años dedicado a la pintura de paisajes.
Wally Wales falleció en una residencia de Sheridan, Wyoming a causa de las complicaciones aparecidas tras padecer un accidente cerebrovascular y una neumonía en 1980, a los 84 años de edad.

## Filmografía seleccionada
- The Meddlin' Stranger (1927)
- The Voice from the Sky (1930)
- El camino de Sagebrush (1933)
- El texano afortunado (1934)
- West of the Divide (1934)
- Dark Command (1940)
- The Man with Nine Lives (1940)
- Law of the Range (1941)
- The Fighting Seabees (1944)
- Río Rojo (1948)